# Denominacja złotego w 1995 roku
Denominacja złotego w 1995 roku – reforma walutowa wprowadzająca w Polsce 1 stycznia 1995 nową jednostkę pieniężną o nazwie „złoty” i symbolu PLN, która zastąpiła „starego złotego” (PLZ). Jeden nowy złoty odpowiada 10 000 starych złotych.

## Przyczyny przeprowadzenia denominacji
W latach 80. z powodu kryzysu gospodarczego i załamania systemu gospodarki planowej w Polsce zaczęło dochodzić do coraz wyższej inflacji. W latach 1989–1990 wystąpiła hiperinflacja, która osiągnęła poziom 1 395%. Do obiegu wprowadzono nowe nominały banknotów: 10 000 zł (1987), 20 000 zł, 50 000 zł, 200 000 zł (1989), 100 000 zł, 500 000 zł (1990), 1 000 000 zł (1991) i 2 000 000 zł (1992). Monety, mimo że nie przestały być prawnym środkiem płatniczym, zniknęły z obiegu, jako że ich wartość była zbyt niska aby wygodnie używać ich w rozliczeniach. Najniższym nominałem występującym w powszechnym obiegu na początku lat 90. był banknot 50 zł.
Narodowy Bank Polski pod koniec lat 80. rozpoczął przygotowania do denominacji. Warunkiem umożliwiającym jej przeprowadzenie był spadek poziomu inflacji poniżej 10% i gwarancja utrzymania się niskiego poziomu przez dłuższy czas. W wyniku realizacji planu Balcerowicza zdołano po 1990 roku zahamować inflację i ustabilizować gospodarkę. Ostatecznie decyzję o przeprowadzeniu denominacji podjęto w 1994 roku.

## Przykładowe ceny w 1994 roku

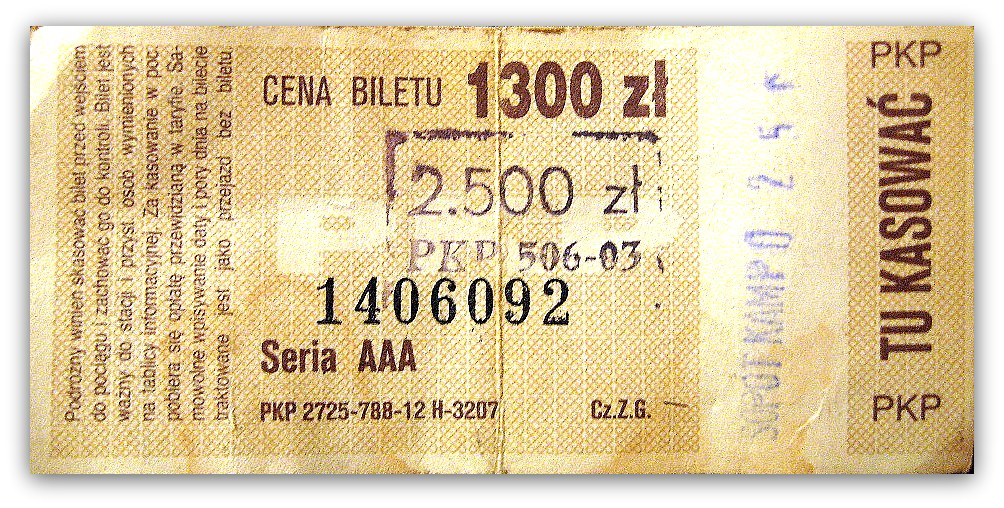
Bilet Trójmiejskiej SKM sprzed denominacji (z przebitą ceną)

| Artykuł              | Cena (PLZ) |
| -------------------- | ---------- |
| jajko (szt.)         | 2200       |
| mleko 3,2% (1 l)     | 5500       |
| szynka (kg)          | 128 000    |
| cukier (kg)          | 9500       |
| mąka poznańska (kg)  | 6300       |
| wódka Krakus (0,5 l) | 71 500     |

## Nowe monety i banknoty

### Monety
Mennica Państwowa w grudniu 1990 roku rozpoczęła bicie monet z myślą o wprowadzeniu do obiegu po denominacji. Zgromadzenie dużej liczby monet umożliwiło później szybkie zastąpienie niskich nominałów starej emisji. Początkowo były bite monety o nominałach 1, 2, 5, 10, 20, 50 gr i 1 zł, w 1994 dodano nominały 2 i 5 zł w miejsce planowanych wcześniej banknotów. Projektantkami wizerunków monet są Stanisława Wątróbska-Frindt (awers) oraz Ewa Tyc-Karpińska (rewers).

### Banknoty
Pierwszy projekt nowych banknotów został sporządzony przez Andrzeja Heidricha w latach 1987–1989 na polecenie NBP. Zostały sporządzone dwie serie, pierwsza przedstawiała pisarzy, a druga polityków. Zrezygnowano z ich produkcji i nie weszły do obiegu.
Pisarze
- 10 zł – Henryk Sienkiewicz (turkusowy)
- 20 zł – Bolesław Prus (żółty)
- 50 zł – Stefan Żeromski (zielony)
- 100 zł – Władysław Reymont (czerwony)
- 500 zł – Juliusz Słowacki (brązowy)
- 1000 zł – Adam Mickiewicz (niebieski)

Politycy
- 10 zł – Wincenty Witos (turkusowy)
- 20 zł – Ignacy Daszyński (żółty)
- 50 zł – Stefan Starzyński (zielony)
- 100 zł – Władysław Sikorski (czerwony)
- 500 zł – Stanisław Staszic / Ignacy Jan Paderewski (brązowy)
- 1000 zł – Władysław Gomułka / Stanisław Moniuszko (niebieski)

Kolejna seria banknotów została przygotowana w 1987 roku według projektu Waldemara Andrzejewskiego o nominałach od 1 zł do 500 zł. Zostały podpisane do druku dnia 1 marca 1990 przez prezesa NBP Władysława Bakę, ich produkcję rozpoczęto w fabryce Giesecke & Devrient GmbH w Monachium. Produkcja trwała między końcem 1990 a lutym 1992. Nie weszły one jednak do obiegu z powodu słabego zabezpieczenia przed fałszowaniem, a także błędów w produkcji w postaci złego kształtu godła Polski i braku napisu „Rzeczpospolita Polska”, większość produkcji zniszczono i pozostawiono niewielką liczbę przeznaczoną dla kolekcjonerów.
- 1 zł – Gdynia (turkusowy)
- 2 zł – Katowice (jasnoczerwony)
- 5 zł – Zamość (zielony)
- 10 zł – Warszawa (różowy)
- 20 zł – Gdańsk (żółty)
- 50 zł – Wrocław (fioletowy)
- 100 zł – Poznań (pomarańczowy)
- 200 zł – Kraków (niebieski)
- 500 zł – Gniezno (ciemnozielony)
- 1000 zł – Kalisz (jasnozielony, tylko projekt)
- 2000 zł – Biskupin (jasnobrązowy, tylko projekt)

Wobec tego na przełomie 1993 i 1994 została zaprojektowana kolejna seria banknotów o nazwie „Władcy Polski”, której autorem ponownie został Andrzej Heidrich, o nominałach 10, 20, 50, 100 i 200 zł. Zrezygnowano z banknotów o nominałach 1, 2 i 5 zł, które zostały zastąpione monetami. Zostały podpisane do druku w dniu 25 marca 1994 r., pierwsza seria została wydrukowana w londyńskiej wytwórni De La Rue. Seria weszła do obiegu w dniach 1 stycznia (10, 20, 50 zł) i 1 czerwca (100, 200 zł) 1995 r.

## Kalendarium denominacji
- 17 lipca 1990 prezes NBP Władysław Baka zapowiedział prace nad projektem denominacji złotego w stosunku 1000:1[8].
- 16 maja 1991 prowizoryczny banknot o nominale 200 000 zł przestał być prawnym środkiem płatniczym[9]. NBP rozpoczął także wycofywanie banknotów o nominałach 10 zł, 20 zł, 200 zł, 2000 zł i 20 000 zł[10]. Jako że w wersji 1000:1 banknoty 10 zł i 20 zł miały odpowiadać monetom 1 gr i 2 gr produkowanym od grudnia 1990, co skutkowałoby koniecznością ich zniszczenia, zdecydowano się na opcję 10 000:1[11].
- 1993 – opóźnienie prac nad denominacją spowodowane wzrostem liczby fałszywych banknotów, słabym zabezpieczeniem planowanych nowych banknotów i decyzją o wydrukowaniu nowej serii, a także zawirowaniami politycznymi, jak rozwiązaniem sejmu przez prezydenta Lecha Wałęsę. Wzrost liczby fałszywych banknotów skutkował także wprowadzeniem nowoczesnych zabezpieczeń do dotychczas używanych banknotów od 50 000 do 2 000 000 zł na przełomie 1993 i 1994 oraz koniecznością wycofania starych ich wersji jeszcze przed denominacją.
- 11 maja 1994 Komitet Ekonomiczny Rady Ministrów zaakceptował przygotowany przez NBP projekt denominacji złotego[5].
- 7 lipca 1994 Sejm uchwalił ustawę o denominacji w stosunku 10 000:1[12].
- 15 października 1994 stare wersje banknotów 50 000 zł, 100 000 zł, 500 000 zł, 1 000 000 zł i 2 000 000 zł (nieposiadające elementów świecących w promieniach UV) przestały być prawnymi środkami płatniczymi[13][14].
- 21 listopada 1994 dokonano oficjalnej prezentacji wzorów nowych banknotów i monet podczas konferencji prasowej w NBP[15].
- 22 listopada 1994 rozpoczęto kampanię informacyjną w TVP[16].
- 1 stycznia 1995 prawnym środkiem płatniczym przestały być stare banknoty o nominałach 10 zł, 20 zł i 50 zł oraz monety o nominałach wyrażonych w starych złotych[17]. Do obiegu weszły nowe monety i banknoty o nominałach 10 zł, 20 zł i 50 zł[18]. Od tego dnia przez następne dwa lata równolegle funkcjonowały nowe i stare złote. W pierwszej kolejności wycofywane były banknoty o najniższych nominałach, które były zastępowane monetami[15]. Przez okres współistnienia dwóch rodzajów pieniędzy ceny musiały być podawane zarówno w starych, jak i nowych złotych.
- 1 czerwca 1995 do obiegu weszły nowe banknoty 100 zł i 200 zł[19]. Przyczyną ich późniejszego wprowadzenia była znaczna liczba starych banknotów 1 000 000 zł i 2 000 000 zł, które nie były wcześniej wycofywane[15].
- 1 stycznia 1997 banknoty starej emisji przestały być prawnym środkiem płatniczym. Od tego dnia mogły być wymieniane na nowe złote tylko w placówkach NBP oraz innych bankach.
- 31 grudnia 2010 był ostatecznym terminem, do którego banknoty i monety sprzed denominacji podlegały wymianie na nowe. Najmniejsza kwota, którą można było wymienić, to 100 starych złotych (równowartość 1 grosza) i jej wielokrotność. Według szacunków NBP do 31 grudnia 2009 nie zostało wymienionych 8 283,4 mln sztuk starych monet i banknotów o wartości 174,8 mln (nowych) złotych.